# Kappa Leonis
Kappa Leonis (κ Leo) – gwiazda w gwiazdozbiorze Lwa. Znajduje się około 201 lat świetlnych od Słońca.

## Nazwa
Gwiazda ta ma rzadko używaną nazwę Al Minliar al Asad, która jest zniekształconą formą arabskiego wyrażenia ‏منخر الأسد‎ Min'ħar al A'sad, co oznacza „nos Lwa”. Nazwę nadał jej sułtan Uług Beg, w odniesieniu do jej położenia w wyobrażonej figurze Lwa.  Wykaz naz własnych zawarty w Technical Memorandum 33-507 przypisuje jej nazwę w formie Minkarasad.

## Charakterystyka
Kappa Leonis jest pomarańczowym olbrzymem o jasności 95 razy większej niż jasność Słońca, należy do typu widmowego K2. Ma temperaturę 4375 K. Gwiazda ma promień 17 razy większy niż promień Słońca, obraca się powoli wokół osi, jeden obrót może zajmować jej ponad rok. Ma masę około dwóch mas Słońca, ale znaną z dużą niepewnością i nie jest pewne, na jakim jest etapie ewolucji. Może zwiększać jasność po ustaniu syntezy wodoru w hel w jądrze, zmniejszać jasność po ustaniu syntezy helu w węgiel i tlen, bądź jaśnieć po raz drugi po zakończeniu tych reakcji. Ta niepewność przekłada się na niepewność wieku – w pierwszym przypadku ma ona miliard lat, w ostatnim nawet półtora miliarda lat.
Gwiazda ma dwie optyczne towarzyszki, z których bliższa jest związana grawitacyjnie z olbrzymem. Składnik B jest odległy o 2,2 sekundy kątowej (pomiar z 2005 roku) i ma wielkość 9,7m. Jest to gwiazda podobna do Słońca, oddalona w przestrzeni o co najmniej 150 au od olbrzyma, która okrąża wraz z nim wspólny środek masy w czasie co najmniej 1000 lat. Składnik C o wielkości około 11m jest oddalony o 149,1″ (pomiar z 2001 roku), jego odmienny ruch własny dowodzi, że nie jest składnikiem systemu. Gwiazdy te były mylone przez astronomów, przez co składnikowi B mylnie przypisano zmienność blasku – spadek jasności do 11. wielkości gwiazdowej.